# Michael Higgins (1920–2008)
Michael Higgins, właśc. Michael Patrick Higgins Jr. (ur. 20 stycznia 1920 w Brooklynie, zm. 5 listopada 2008 na Manhattanie) – amerykański aktor.

## Życiorys
Urodził się w nowojorskim Brooklynie jako syn Mary Katherine (z domu McGowan) i Michaela Petera Higginsa, poety i kupca, który pracował w branży ubezpieczeniowej. Miał młodszą siostrę Ann Theresę (1926–2018). Jako nastolatek starał się pozbyć brooklyńskiego akcentu, mając nadzieję na przyszłą karierę teatralną. Ojciec zaszczepił w nim miłość do twórczości Szekspira. Służył w United States Army we Włoszech podczas II wojny światowej, gdzie otrzymał Brązową Gwiazdę i Purpurowe Serce.
Po powrocie ze służby wojskowej, w 1946 zadebiutował na Broadwayu jako trzeci strażnik w tragedii Jeana Anouilha Antygona, inspirowanej sztuką o tym samym tytule autorstwa Sofoklesa z udziałem Katharine Cornell i Marlona Brando. W 1951 powrócił na Broadway w roli Benvolio w tragedii Williama Shakespeare’a Romeo i Julia z Olivią de Havilland . W 1973 zagrał lekarza Michaiła lwowicza Astrowa w broadwayowskim przedstawieniu Antona Czechowa Wujaszek Wania. W 1974 w oryginalnej broadwayowskiej produkcji Petera Shaffera Equus wystąpił jako Frank Strang, ojciec młodzieńca oślepiającego konie (Peter Firth), z Frances Sternhagen w roli matki Alana i Anthony’ego Hopkinsa w roli psychiatry. W 1978 był nominowany do nagrody Drama Desk Award za występ w spektaklu Molly. Grał też w produkcjach off-Broadwayowskich, w tym Czarownice z Salem Arthura Millera (1958) jako John Proctor, Król Lear (1962) jako hrabia Kentu, Makbet (1962) jako tytułowa postać, Antoniusz i Kleopatra (1963) jako 
Marek Antoniusz i Medea Eurypidesa (1965) jako Jazon. W 1980 za rolę w spektaklu Davida Mameta Reunion zdobył nagrodę Obie Award.
2 marca 1946 zawarł związek małżeński z Elizabeth Lee Goodwin, z którą miał dwóch synów – Christophera i Seana Michaela oraz córkę Deirdre Marię.
Higgins zmarł 5 listopada 2008 w wieku 88 lat w Beth Israel Medical Center na Manhattanie z powodu niewydolności serca.

## Filmografia

### Filmy
- 1969: Układ jako Michael Anderson
- 1971: Pustka jako Francis Early
- 1971: Rozmowa jako Paul
- 1975: Żony ze Stepford jako Pan Cornell
- 1978: Wróg ludu jako Billing
- 1979: Czarny rumak jako Jim Neville
- 1981: Fort Apache, Bronx jako Heffernan
- 1982: Seks nocy letniej jako Reynolds
- 1982: Pozostać żywym jako tancerz
- 1983: Rumble Fish jako Pan Harrigan
- 1985: Dziewczyny chcą się bawić jako wyróżniony tancerz
- 1987: Harry Angel jako dr Albert Fowler
- 1989: Nowojorskie opowieści jako złodziej (segment „Życie bez Zoe”)
- 1989: Kula w łeb jako czcigodny Gebhardt
- 1990: The Local Stigmatic jako pijany mężczyzna
- 1992: Ze śmiercią jej do twarzy jako tancerz
- 1992: Wiatr jako Artemus
- 1992: Więzy przyjaźni jako Pan Gierasch
- 1998: Oszuści jako starszy mężczyzna, który umiera
- 2000: Hollywood atakuje jako Doc Wilson
- 2002: Wielbicielka jako Pan Tillman
- 2006: Mów mi tato jako Al Cook
- 2007: Rodzina Savage jako mieszkaniec

### Seriale
- 1963: Strzały w Dodge City jako irlandzki imigrant Finnegan
- 1963: Po tamtej stronie jako dr Thomas Kellander
- 1964: Strzały w Dodge City jako Cassidy
- 1970: Guiding Light jako Stanley „Stan” Norris
- 1985: McCall jako Marvin Stahl
- 1991: Prawo i porządek jako Thad Messimer
- 1999: Prawo i porządek jako Darryl Grady